# Association des Juifs en Belgique
Pour un article plus général, voir Shoah en Belgique.
Pour les articles homonymes, voir AJB.
L'Association des juifs en Belgique (AJB) est un organisme, composé de ressortissants juifs, qui fut créé par une ordonnance allemande durant la Seconde Guerre mondiale. Son rôle fut largement dénoncé par la résistance juive qui y voyait un organe destiné à faciliter à l'autorité allemande le contrôle de la population juive de Belgique. Il s'agissait en effet de faire assumer par les juifs eux-mêmes les conséquences de la politique allemande tant sur les aspects relatifs à leur survie provisoire que ceux liés à leur élimination programmée. L'association fut dissoute par ses dirigeants quinze jours avant la libération. Une enquête fut ouverte après-guerre pour élucider son rôle, elle déboucha sur un non-lieu.

## Historique

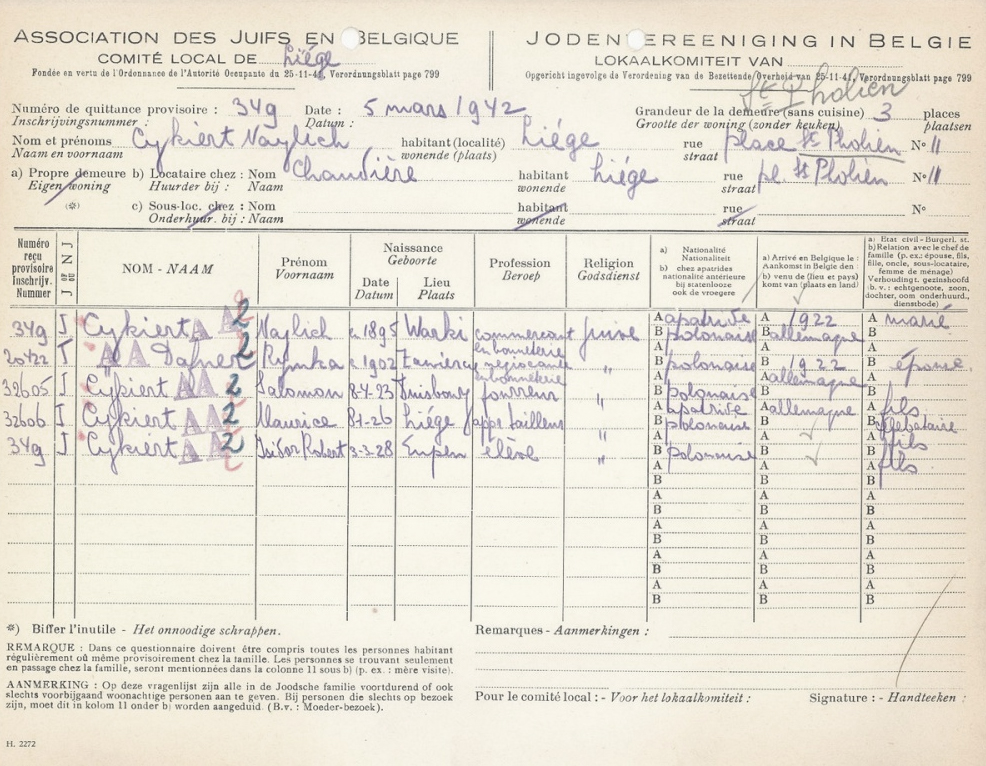
Liste familiale établie par l'AJB en 1942

L'association fut dictée par une ordonnance allemande datée du 25 novembre 1941. Les Allemands eurent recours à ce type d'association dans toute l'Europe instituée sur le modèle du Reichvereinigung der Juden in Deutschland. La Gestapo avait installé le siège de l'association au 56, Boulevard du Midi à Bruxelles. Le premier président de l'association fut le grand rabbin Salomon Ullmann, désigné d'office par l'occupant. À la suite des premières rafles, Ullmann démissionnera (il sera emprisonné à Breendonk pendant dix jours) et sera remplacé à ce poste par Marcel Blum qui assurera la présidence jusqu'à la veille de la libération.
Le 25 juillet 1942, un local de l'AJB est mis à sac et des fichiers sont détruits par des Partisans armés juifs.
Le 4 août 1942, le premier convoi de déportation quitte le territoire belge. L'AJB s'était personnellement occupée de la convocation des Juifs, les invitant à se présenter à la Caserne Dossin pour le «travail obligatoire» (qui était l'euphémisme utilisé par les allemands pour la déportation et l'extermination). Ceci scelle le destin de l'association qui sera désormais définitivement perçue comme un instrument à la solde des nazis et « engage sa responsabilité juridique, historique et morale ».  
Le 29 août 1942, un membre du comité directeur de l'AJB, Robert Holzinger, est abattu par des résistants juifs en plein jour à Bruxelles. Il était précisément accusé de collaborer avec la Gestapo et son Judenreferent, Kurt Assche en communiquant des listes servant à la déportation. Wladek Rakover, l'auteur de l'exécution sera arrêté et fusillé le 6 janvier 1943. 
En septembre 1942, le Front de l'indépendance à travers Hertz Jospa et son épouse, Yvonne Jospa créent le Comité de défense des Juifs (CDJ). Ce comité, contrairement à l'AJB, organe « officiel », a choisi la clandestinité tandis que les membres de l'AJB estiment - ou sont contraints - de rester « légalistes » et d'obéir aux injonctions de l'autorité allemande dans une politique du moindre mal. Certains, comme Maurice Heiber qui était directeur du service social de l'AJB jusqu'en 1943, feront également partie du CDJ. Les tensions iront grandissant entre les deux groupes. 
Le 20 septembre 1943, Maurice Heiber fait part de ses inquiétudes à Yvonne Nèvejean, la directrice de l'Office national de l'enfance (ONE) lui expliquant qu'en suivant de manière forcenée les lois belges et les ordonnances de l'autorité occupante, l'AJB exposait les enfants davantage qu'elle ne les protégeait. Yvonne Nèvejean lui répondit que « l'ONE lutterait pour cette question et que tout son crédit serait engagé pour cette défense ».
Le 30 septembre 1943 les craintes de Heiber se confirmeront alors que les 80 enfants juifs d'un Home de Wezembeek-Oppem sous tutelle de l'AJB sont arrêtés et transférés à Malines à la caserne Dossin. La protestation énergique de la Reine Élisabeth parvint à faire libérer les enfants. Certains responsables du CDJ, notamment Pierre Broder, le responsable de la section de Charleroi, eurent des mots très durs à l'égard des directeurs de l'AJB qu'il percevait comme de véritables collabos tentant de négocier leurs privilèges auprès de l'occupant. Eggert Reeder avait en effet obtenu d'Heinrich Himmler une « immunité » (pourtant toute relative) pour les Juifs belges qui ne représentaient que 7 % de la population juive vivant sur le territoire belge durant l'occupation. En effet, la plupart des Juifs vivant sur le territoire belge à cette époque étaient des émigrés « récents » ayant fui l'Allemagne ou la Pologne. 
Tardivement, quinze jours avant la libération de la Belgique, l'AJB fut dissoute par ses dirigeants (août 1944).

## Missions
L'AJB veillait à la survie matérielle de ses ressortissants, elle gérait des homes de vieillards et des homes pour enfants. L'ordonnance allemande du 1er décembre 1941 confie à l'AJB l'organisation de l'enseignement et interdit aux enfants juifs de fréquenter des établissements scolaires non juifs. De juillet 1942 à septembre 1942, elle enverra 12 000 « ordres de mise au travail » : les « convocations à Malines » qui signèrent la déportation et l'extermination des populations juives de Belgique.

## Enquêtes
Fin 1944, l'auditorat militaire mènera différentes enquêtes afin de faire la lumière sur le rôle effectivement joué par l'association auprès des autorités allemandes. Elles déboucheront sur des non-lieux et des classements sans suite. « Cette dynamique de pacification était celle qui prévalait après-guerre face au peuple juif qui pansait ses plaies ».

## Archives
Une partie des archives de l'association est conservée à l'Institut Martin Buber et est consultable pour la recherche depuis 2003 mais elle n'est malheureusement pas classée de manière systématique. Une autre partie plus importante se trouve à la caserne Dossin et une autre auprès du Service des victimes de la guerre (SPF affaires sociales).